# Autoestrada A18 (Itália)
A Autoestrada A18 é uma autoestrada na costa Jônica da região da Sicília, na Itália, que se divide em duas partes: a primeira liga Messina a Catânia, e a segunda, Siracusa a Rosolini. É também pertencente à rede de estradas europeias, onde é conhecida como E45. A gestão do primeiro trecho é do Consorzio per le Autostrade Siciliane, enquanto o trecho do A18 dir-Diramazione Catania é administrado pela ANAS. No início de sua operação, era conhecida como Autostrada delle Zagare.

## Percurso

### Trecho Messina – Catania
| A18 MESSINA – CATANIA |                                                         |      |      |           |                  |
| Tipo                  | Saída                                                   | ↓km↓ | ↑km↑ | Província | Estrada europeia |
|                       | Messina-Palermo                                         | 0,0  | 0,0  | ME        |                  |
|                       | Messina Sud – Tremestieri                               | 0,0  | 75,6 | ME        |                  |
|                       | Pedágio Messina Sud                                     | 0,0  | 75,6 | ME        |                  |
|                       | Roccalumera                                             | 21,3 | 54,3 | ME        |                  |
|                       | Estação de serviço "Barracca"                           | 25,6 | 50,0 | ME        |                  |
|                       | Taormina                                                | 35,2 | 40,4 | ME        |                  |
|                       | Giardini-Naxos                                          | 41,0 | 34,6 | ME        |                  |
|                       | Estação de serviço "Calatabiano"                        | 42,2 | 33,4 | CT        |                  |
|                       | Fiumefreddo                                             | 47,4 | 28,2 | CT        |                  |
|                       | Giarre                                                  | 58,7 | 16,9 | CT        |                  |
|                       | Acireale                                                | 68,9 | 6,7  | CT        |                  |
|                       | Estação de serviço "Aci Sant'Antonio"                   | 71,3 | 4,3  | CT        |                  |
|                       | Pedágio Catania Nord                                    | 75,6 | 0,0  | CT        |                  |
|                       | Paesi etnei                                             |      |      | CT        |                  |
|                       | Catania Centre – San Gregorio RA15 – Pedágio de Catânia | 0,0  | 0,0  | CT        |                  |

Abreviações provinciais: ME = Messina; CT = Catânia.

### A18dir Diramazione Catania Nord
| Diramazione di Catania |                                                      |      |      |           |
| Tipo                   | Indicazione                                          | ↓km↓ | ↑km↑ | Provincia |
|                        | Messina Tangenziale di Catania                       | 0,0  | 3,7  | CT        |
|                        | San Gregorio (saída somente em direção ao RA 15-A18) | 0,1  | 3,6  | CT        |
|                        | Área de estacionamento                               | 1,0  | -    | CT        |
|                        | Canalicchio                                          | 2,0  | -    | CT        |
|                        | Canalicchio                                          | -    | 1,2  | CT        |
|                        | Catania centro Circonvallazione di Catania           | 3,7  | 0,0  | CT        |

### Trecho Siracusa – Ragusa – Gela
No intuito de promover o desenvolvimento industrial do sudeste da Sicília, foi iniciada a construção de uma ligação entre Siracusa e Gela, dois importantes polos petroquímicos. A primeira parte deste trecho, que soma 9.5 km, entre Siracusa e Cassibile foi aberto em 15 de junho de 1983, mas os trabalhos nos trechos restantes paralisariam. A retomada se daria 20 anos depois, em março de 2008, quando o segmento entre Cassibile e Noto (cerca de 14 km) foi aberto. A última parte inaugurada foi a ligação entre Noto e Rossolini (cerca de 16 km), em novembro de 2008.

#### Percurso
Em fundo verde está o trecho atualmente aberto ao tráfego. Em fundo roxo, o trecho em construção; e em branco o que está projetado.
| Siracusa - Rosolini |                                                     |       |      |           |                  |
| Tipo                | Saída                                               | ↓km↓  | ↑km↑ | Província | Estrada europeia |
|                     | Orientale Sicula                                    | 0,0   | 40,0 | SR        |                  |
|                     | Siracusa sud (em construção)                        | 0,1   | 39,9 | SR        |                  |
|                     | Cassibile                                           | 9,5   | 32,4 | SR        |                  |
|                     | Pedágio de Cassibile (em construção)                | 9,6   | 32,3 | SR        |                  |
|                     | Avola                                               | 14,7  | 26,2 | SR        |                  |
|                     | Noto                                                | 24,6  | 15,4 | SR        |                  |
|                     | Área de serviço "Tellaro" (em construção)           | 36,8  | 3,1  | SR        |                  |
|                     | Rosolini Sud Occidentale Sicula (saída obrigatória) | 40,0  | 0,0  | SR        |                  |
|                     | Ispica - Pozzallo                                   | 49,5  | 82,7 | RG        | -                |
|                     | Modica                                              | 60,9  | 71,3 | RG        | -                |
|                     | Scicli                                              | 70,5  | 61,7 | RG        | -                |
|                     | Ragusa                                              | 84,4  | 47,8 | RG        | -                |
|                     | Santa Croce Camerina - Vittoria sud                 | 93,8  | 38,4 | RG        | -                |
|                     | Vittoria nord - Comiso                              | 106,7 | 25,5 | RG        | -                |
|                     | Acate - Vittoria ovest                              | 120,6 | 11,6 | RG        | -                |
|                     | Pedágio Gela est                                    | 132,2 | 0,0  | CL        | -                |
|                     | Gela                                                | -     | -    | CL        | -                |